# 恭惠和妃
恭惠和妃，亦稱為梁和妃（？—1534年），明朝明憲宗朱見深之妃。

## 生平
梁氏的出生及入宮時間均待考。成化十二年十月初八日（1476年10月25日），明憲宗以定西侯蔣琬為正使，禮部尚書兼文淵閣大學士萬安為副使，持節冊封貴妃萬氏為皇貴妃，邵氏為宸妃，王氏為順妃，梁氏為和妃，王氏為昭妃。和妃的冊文指出中宮皇后在初年已被冊立，「諸嬪宜均升於今日」，並稱梁氏性情溫良，品行端正嚴謹，舉止總是符合禮儀規範，心思不忘規誡箴言，故被冊封為和妃。嘉靖十二年十二月廿五日（1534年1月9日），梁和妃薨逝。梁和妃諡號曰「恭惠」，稱為恭惠和妃。崇禎年間太常寺所輯的《太常續考》稱梁和妃與其他十二位妃俱葬金山口，合葬於同一墓。1963年，考古發掘鑲紅旗營妃嬪墓，七位明憲宗妃均是獨立墓葬，業已被盜，棺槨破碎，屍骨失散。僅知其中有王順妃三人，其餘身份不詳:431。未知，梁和妃是否在其中。